# Paweł Opęchowski

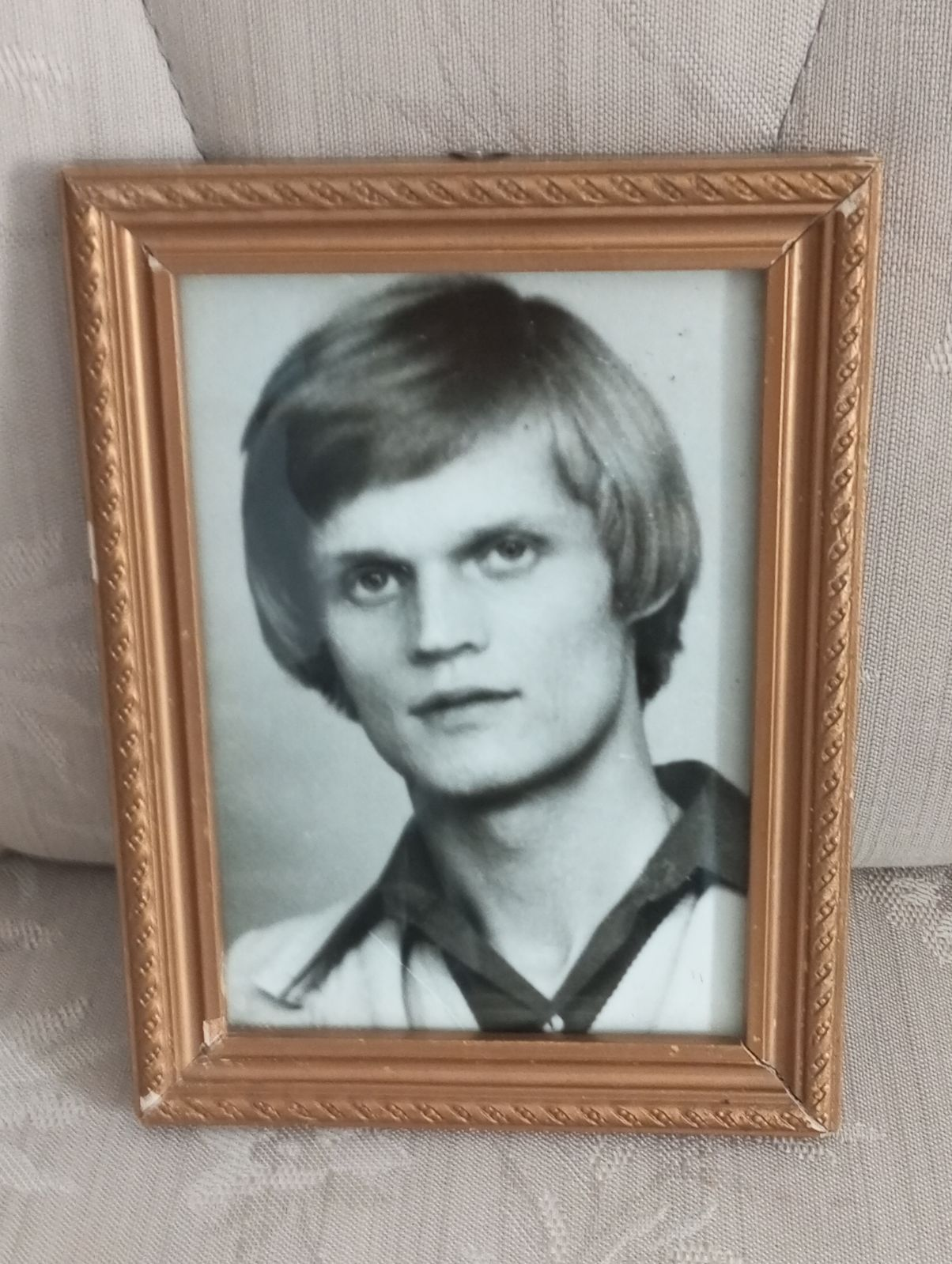
Paweł Opęchowski, zdjęcie z archiwum rodzinnego

Paweł Opęchowski (ur. 28 kwietnia 1956 w Myszyńcu, zm. 15 października 1984 w Ostrołęce) – animator kultury, aktor, reżyser, choreograf, scenograf, instruktor teatralny, założyciel Ostrołęckiej Grupy Teatralnej „Arka”.

## Życiorys
Pochodził z rodziny kolejarskiej, był synem Eugeniusza i Haliny z d. Kowalczyk ze wsi Grabowo. Uczęszczał do SP w Olszewie-Borkach, następnie do Liceum Ogólnokształcącego im gen. Józefa Bema w Ostrołęce, które skończył w 1975. Tam uczestniczył w prowadzonym przez Tadeusza Siewierskiego Teatrze Małych Form. Ukończył Państwowe Studium Kulturalno-Oświatowe w Ciechanowie na kierunku reżyseria. Pracował w Wojewódzkim Ośrodku Kultury w Ostrołęce jako instruktor ds. upowszechniania teatru. W 1977 założył Ostrołęcką Grupę Teatralną „Arka”, był twórcą jej stylu, scenografii, muzyki i pomysłów reżyserskich, współtwórcą wszystkich jej sukcesów. Nazwa nawiązuje do znaczenia arki, to „w teatrze stary kufer, w którym przechowuje się niepotrzebne kostiumy i rekwizyty”. Początkowo grupa działała przy Klubie Kultury „Kolejarz” w Ostrołęce, później w Wojewódzkim Domu Kultury oraz w „Krauzówce”, dawnym domu Henryka Krauze. Osoby należące do „Arki” miały 18–23 lata. „Arka” zdobyła m.in. Złoty Lemiesz (1978), Srebrny Lemiesz (1979) i wyróżnienie (1981) w Rzeszowie, a w latach 1979–1981 trzykrotnie Kurtynę Kramową – główną nagrodę Konfrontacji Ruchu Artystycznego Młodych w Myślcu k. Nowego Sącza.

### Najważniejsze spektakle Ostrołęckiej Grupy Teatralnej „Arka”
- „Człowiek – Świat – Rewolucja” – montaż poezji Aleksandra Błoka, S. Iwanowskiej, Bogusława Koguta, Władimira Majakowskiego, Jana Marii Gisgesa;
- „Polski Dzień” – „teatr przy kawie” według tekstów Tadeusza Radwańskiego, Z. Wojnarowskiej, Jana Lechonia, Aleksandra Hawryluka (na 35-lecie PRL);
- „W takie wieczory na nic się nie czeka” do tekstów Tadeusza Nowaka – na VIII Konkursie Poezji Współczesnej im. Juliana Przybosia w Rzeszowie otrzymał jedną z czterech głównych nagród – Złoty Lemiesz (1978). Spektakl był nagradzany kilkakrotnie, m.in. na międzywojewódzkich eliminacjach Ogólnopolskiego Festiwalu Teatrów Amatorskich w Olsztynie oraz na Pokazie Centralnym Teatrów Poezji w Gdańsku. Prezentowany był także w ośrodkach kultury na terenie województwa ostrołęckiego. Recenzja ukazała się w „Warmii i Mazurach”;
- „Wigilia” do tekstów Tadeusza Nowaka i Stanisława Skonecznego („Arka” została laureatem XII Turnieju Poezji Miłosnej)[2];
- „To Ty jesteś dowodem mojego istnienia” według tekstów Romana Brandstaettera[2] – o człowieku, który po utraceniu Raju prowadził walkę z przyrodą i z innymi ludźmi, aż stał się przeciwnikiem samego siebie, dlatego, by się nie samozniszczyć, musiał wrócić do raju utraconego;
- „Życie O… 268” do wierszy słupskiego poety Stanisława Misakowskiego o zatrzymaniu życia, którego niewiele zostało[2];
- „Bez słowa” – pantomima na kanwie Białych kwiatów ukazująca stosunek Teofila Lenartowicza do Cypriana Kamila Norwida (główna nagroda w Międzywojewódzkim Turnieju Norwidowskim w Wyszkowie)[2];
- „Czas nas porywa niesie nami miota” według Tadeusza Nowaka[4];
- „Najtrudniej przeżyć jest codzienność” na kanwie tekstów poetyckich Stanisława Skonecznego;
- „Dom” według Mirona Białoszewskiego, Romana Śliwonika i ks. Jana Twardowskiego[4];
- „Oczekiwanie” według wierszy Tadeusza Nowaka wysoko ocenione na Forum Młodzieży Spółdzielczej w Szczecinie (1984)[2];
- „Uspokojenie” według Anhellego Juliusza Słowackiego (spektakl nie został ukończony)[5].

Opęchowski jako mentor i kolega gromadził wokół siebie recytatorów, aktorów, muzyków, m.in. Adama Kamienia, Wiesława Sacharskiego, Tadeusza Kowalewskiego, Krystynę Mierzejewską, Ewę Piersę, Bogdana Piątkowskiego, Justynę Lipowską, Zbigniewa Lewszuka. Wiele osób związanych z „Arką” odnosiło sukcesy w ogólnopolskich konkursach recytatorskich, konfrontacjach, festiwalach piosenki albo wybrało drogę artystyczną na całe życie. Po tragicznej śmierci lidera w 1984 „Arka” nie została reaktywowana, jedynie na 30. rocznicę śmierci przyjaciela byli członkowie wystąpili w niepełnym składzie (Grzegorz Augustyniak, Robert Mróz, Wiesław Sacharski, Bogdan Piątkowski oraz Beata i Wiesław Szczubełkowie).

## Inne działania kulturalne
Był wszechstronnie uzdolniony, miał mocny głos. Propagował kulturę kurpiowską, był związany z regionem. Nie skorzystał z zaproszeń, np. Lidii Zamkow czy dyr. Smożewskiego z Tarnowa, chciał tworzyć teatr w Ostrołęce. Swoją muzykalnością wspierał także działalność zespołów wokalno-muzycznych w Wojewódzkim Domu Kultury – „Zenit”, „Angaż” i kurpiowskiego zespołu muzyki stylizowanej prowadzonych przez Andrzeja Hyrę i Witolda Krukowskiego, a wcześniej zespołu „Monastyr” w Ciechanowie. Występował na Festiwalu Piosenki Polskiej w Radomiu, Festiwalu Piosenki Radzieckiej w Zielonej Górze oraz Festiwalu Pieśni o Ojczyźnie w Kraśniku, gdzie zaśpiewał a capella pieśń „Czemuś smutny, młody Kurpiu…”. W 1981 został laureatem Nagrody Centralnego Ośrodka Metodyki Upowszechniania Kultury. Prowadził też teatr dziecięcy „Figa” dla klas starszych szkoły podstawowej i zajęcia teatralne dla seniorów oraz warsztaty dla różnych grup zawodowych, np. w Przystani dla pracowników socjalnych. Dzięki jego zabiegom finały Ogólnopolskiego Konkursu Recytatorskiego zaczęły odbywać się w Ostrołęce – recytatorzy z całej Polski rywalizują w czterech koncertach konkursowych, które prowadzi Jan Zdziarski, wykładowca Akademii Teatralnej im. Aleksandra Zelwerowicza w Warszawie, a w jury zasiada Lech Śliwonik. Zmaganiom turniejowym towarzyszą warsztaty dla uczestników i instruktorów oraz monodramy i spektakle okolicznościowe.
Często pracował z młodzieżą na warsztatach wyjazdowych nad morze albo w góry, np. na wyspie Wolin, w Szklarskiej Porębie, Nowym Sączu. Umiał odkrywać talenty i mobilizować ludzi, także przypadkowo spotkanych, by je rozwijali. Potrafił omijać cenzorskie zakusy ówczesnej władzy i realizować kontrowersyjne pomysły. Tuż przed śmiercią podjął się ryzykownej inscenizacji Anhellego w postaci spektaklu „Uspokojenie” – na etapie prób zainteresowały się tymi działaniami władze komunistyczne, słusznie podejrzewając w symbolice obrazów i napisów na ścianach ośrodka („Krew”, „Równość”, „Wiara” – „Ra”, „Helios”, „Suria”) treści wywrotowe. W ostatnim wywiadzie Opęchowski do swoich ważnych sukcesów zaliczył „wyleczenie chłopaka z dość skomplikowanych wad wymowy”.
Zginął w wypadku samochodowym w wieku 28 lat, spoczął na cmentarzu parafialnym w Ostrołęce.

## Upamiętnienie
W 30. rocznicę śmierci Pawła Opęchowskiego, w obecności matki, Haliny Opęchowskiej, scena Klubu „Oczko” w Ostrołęce otrzymała jego imię. Tablicę upamiętniającą Pawła Opęchowskiego (zdjęcie i wycinki prasowe o sukcesach „Arki”), która znajduje się przy wejściu na widownię i scenę Klubu „Oczko”, zaprojektował Zenon Kowalczyk.
Podczas Ogólnopolskiego Konkursu Recytatorskiego przyznawana jest Nagroda im. Pawła Opęchowskiego dla jednego z instruktorów.